# Erreur d'impression

Erreur d'impression est un recueil de poésie de l'auteur québécois Daniel Bélanger publié en 2000 par les éditions Coronet. Ce recueil assez absurde développe non seulement sur les pensées de l'écrivain, mais aussi sur des questions culturelles comme la langue française et sa place dans la société québécoise. Ce livre est composé de 157 petites histoires, poèmes ou anecdotes, tous avec un arrière goût de surréalisme. Certains le comparent même à Apollinaire, un écrivain et poète français précurseur du courant surréaliste.    
« Dans ce livre, tout est vrai. Seuls les noms, les circonstances, les dates, les années et les histoires ont été changés » dit Bélanger lui-même dans son recueil.
Dans le domaine littéraire, cet auteur a également écrit Auto-stop, son premier roman. Ce livre est publié en 2011 par les éditions Les Allusifs.